# Tierfalle

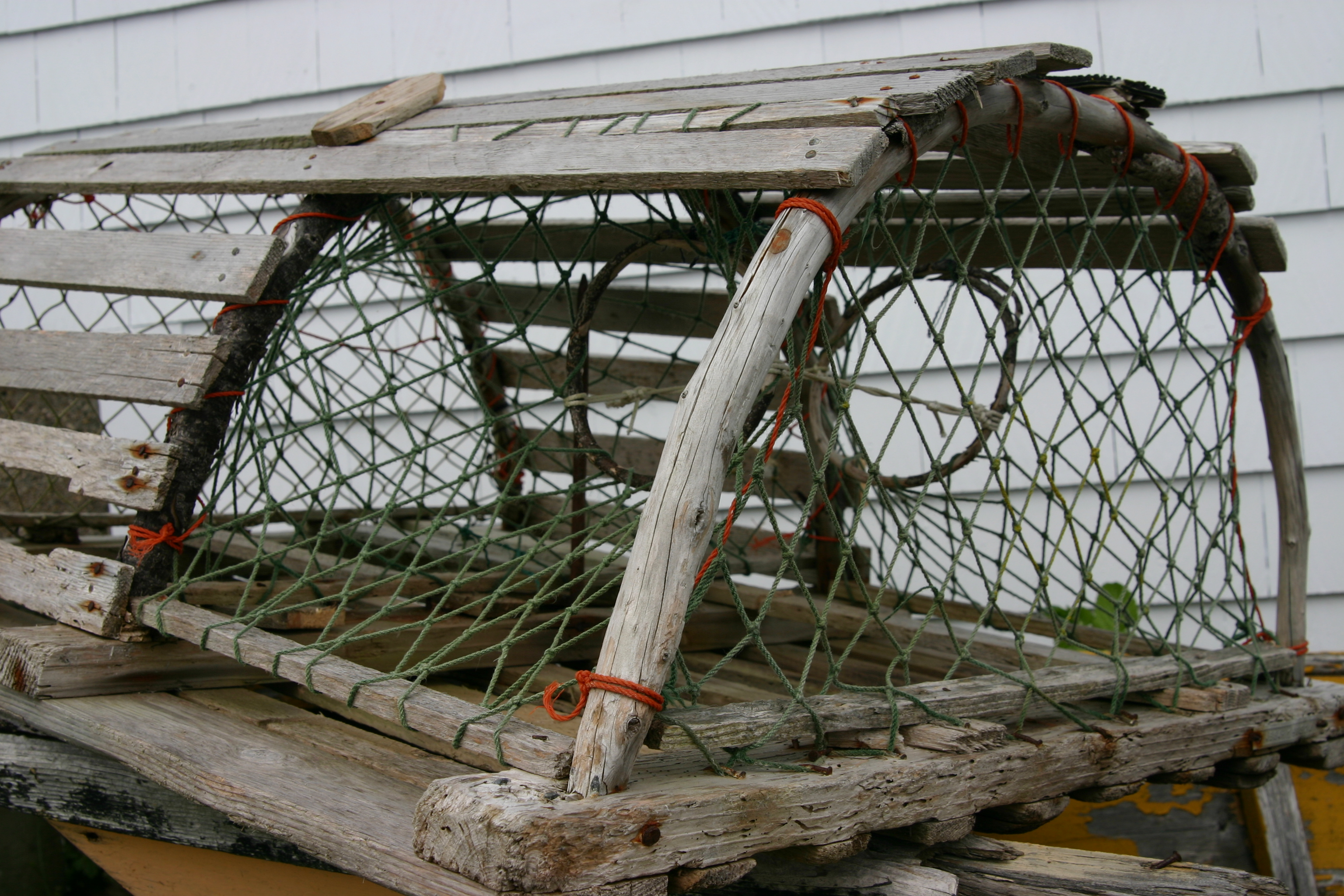
Hummerfalle

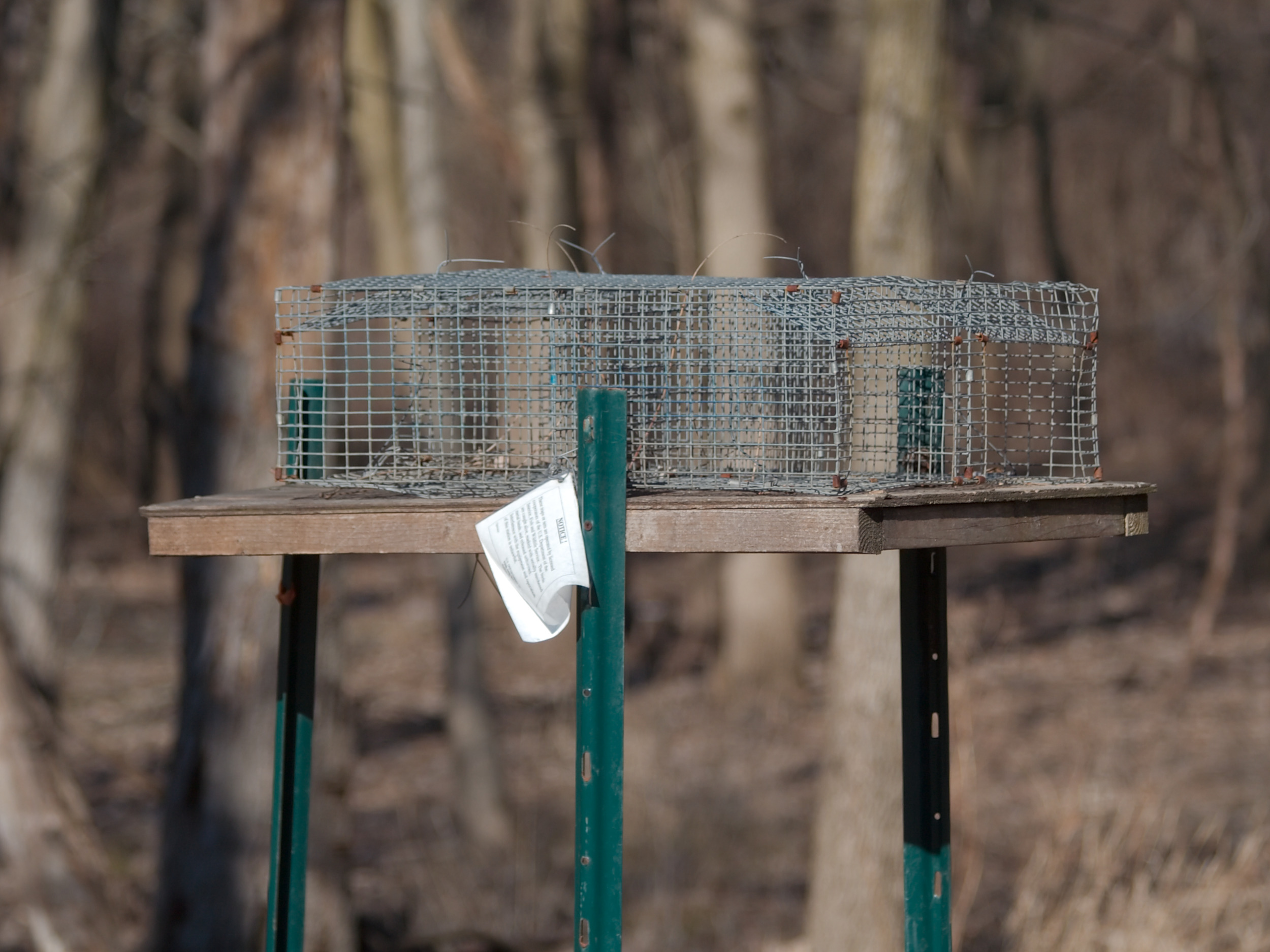
Vogelfalle

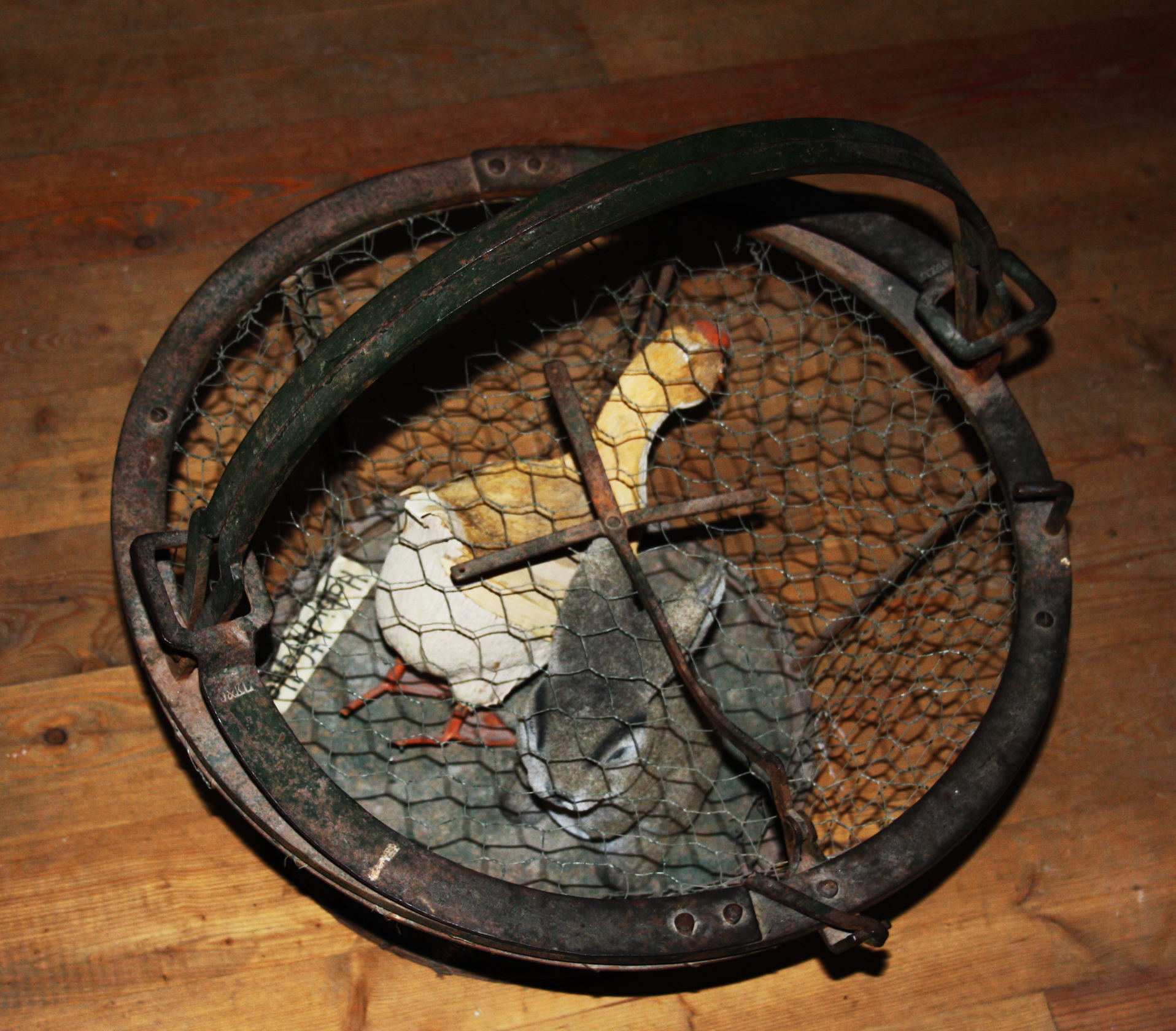
Habichtfalle

Unter einer Tierfalle (kurz Falle) versteht man eine Einrichtung oder Vorrichtung, die dem Zweck dient und dazu geeignet ist, Lebewesen an der Fortbewegung zu hindern oder zu töten. Dabei ist es unerheblich, ob diese Vorrichtung oder Einrichtung vom Menschen geschaffen wurde, in der Natur evolutionär entstanden ist oder zufällig besteht.
Von Fallen im engeren Sinn spricht man, wenn das zu fangende Lebewesen den Vorgang des Fixierens, der Fortbewegungsverhinderung oder das Herbeiführen des eigenen Todes durch sein Verhalten selbst verursacht. Einrichtungen, die die Bedingung dieser „Selbstauslösung“ nicht aufweisen, sind keine Fallen im engeren Sinn, sondern Fanggeräte.

## Fallen in der Jagd

### Jagdrecht
Unter modernen Aspekten des Tierschutzes ist die Fallenjagd heute im Jagdrecht in den meisten Ländern stark reglementiert. In Deutschland ist sie für Wild grundsätzlich im Bundesjagdgesetz geregelt. In den Jagdgesetzen der Bundesländer wird Näheres geregelt.
Für andere Tiere entfällt der Schutz durch das Jagdrecht, z. B. auf privatem Grund, wo Schädlingsbekämpfung stattfindet.

### Vorschriften zum Einsatz von Fallen
In Deutschland ist die Jagd durch Fangen von Wild nach dem Bundesjagdgesetz grundsätzlich erlaubt, für bestimmte Fanggeräte aber durch "Sachliche Verbote" gesetzlich beschränkt. In den meisten Bundesländern muss der Jäger einen zusätzlichen Fallenlehrgang nachweisen. Aus Tierschutzgründen müssen Lebendfallen in Deutschland gewährleisten, dass gefangene Tiere unversehrt bleiben. Totfangfallen müssen sofort töten; in Deutschland verbieten manche Bundesländer Totschlagfallen grundsätzlich. Fallen müssen in Deutschland verblendet, das heißt in speziellen Fangbunkern oder abschließbaren Kisten versteckt werden, so dass von ihnen keine Gefahr für Menschen und andere Tiere ausgeht. Des Weiteren ist eine regelmäßige Kontrolle der Fallen durch den Fallensteller vorgeschrieben.
Um mit Fallen verantwortungsvoll, sicher, tierschutzkonform und erfolgreich umzugehen, bedarf es fundierten Wissens in der Konstruktion und Wirkungsweise von Fallen. Ebenso ist es wichtig, über Verhalten und Anatomie des zu fangenden Wildes Kenntnisse zu haben, um einerseits möglichst nur „gewünschte“ Lebewesen durch Selektivfang zu fangen, und andererseits Schäden Unbeteiligter und Tierquälerei zu vermeiden.

### Lebendfallen

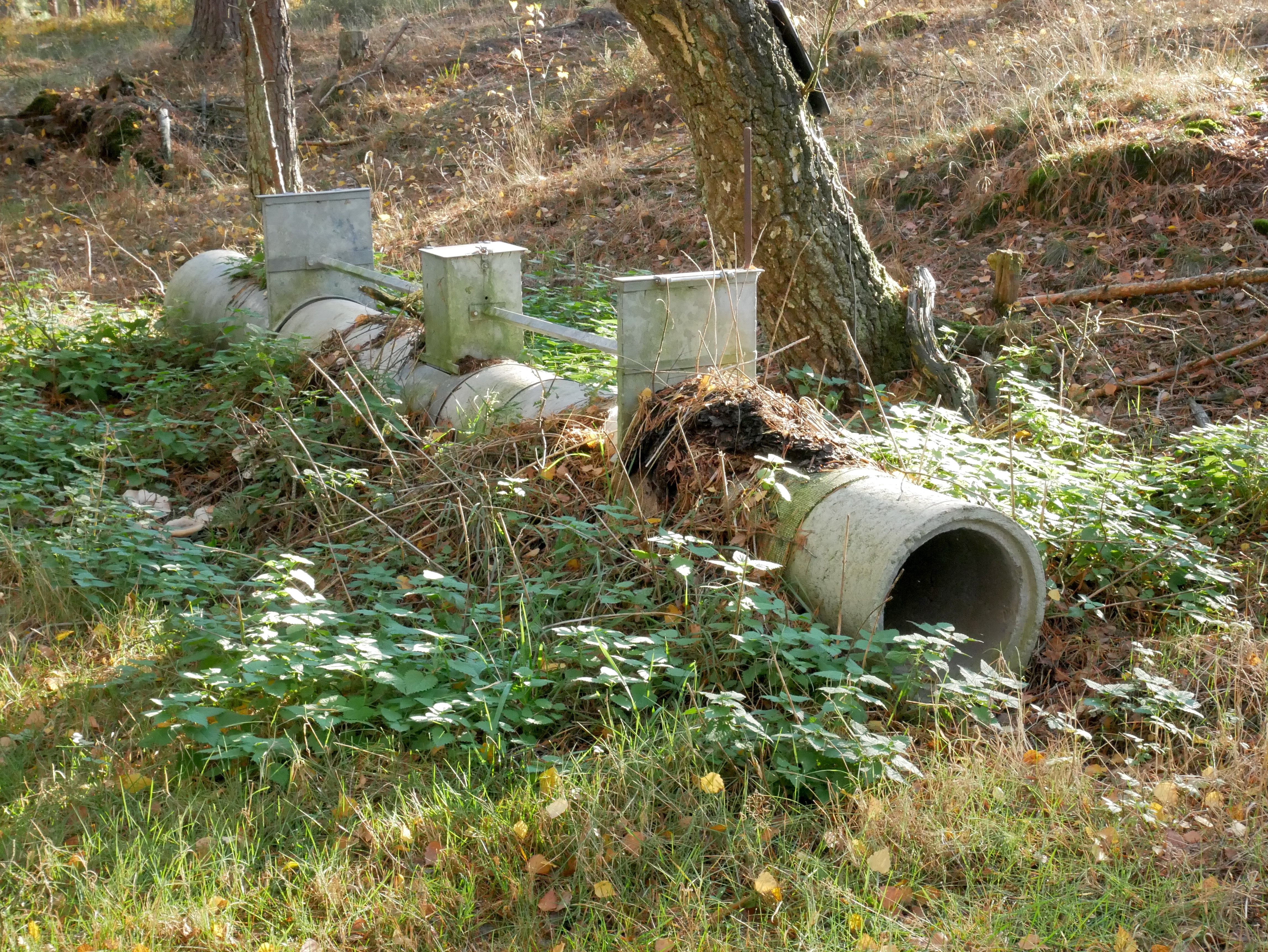
Betonrohrfallen gehören zu den Lebendfallen

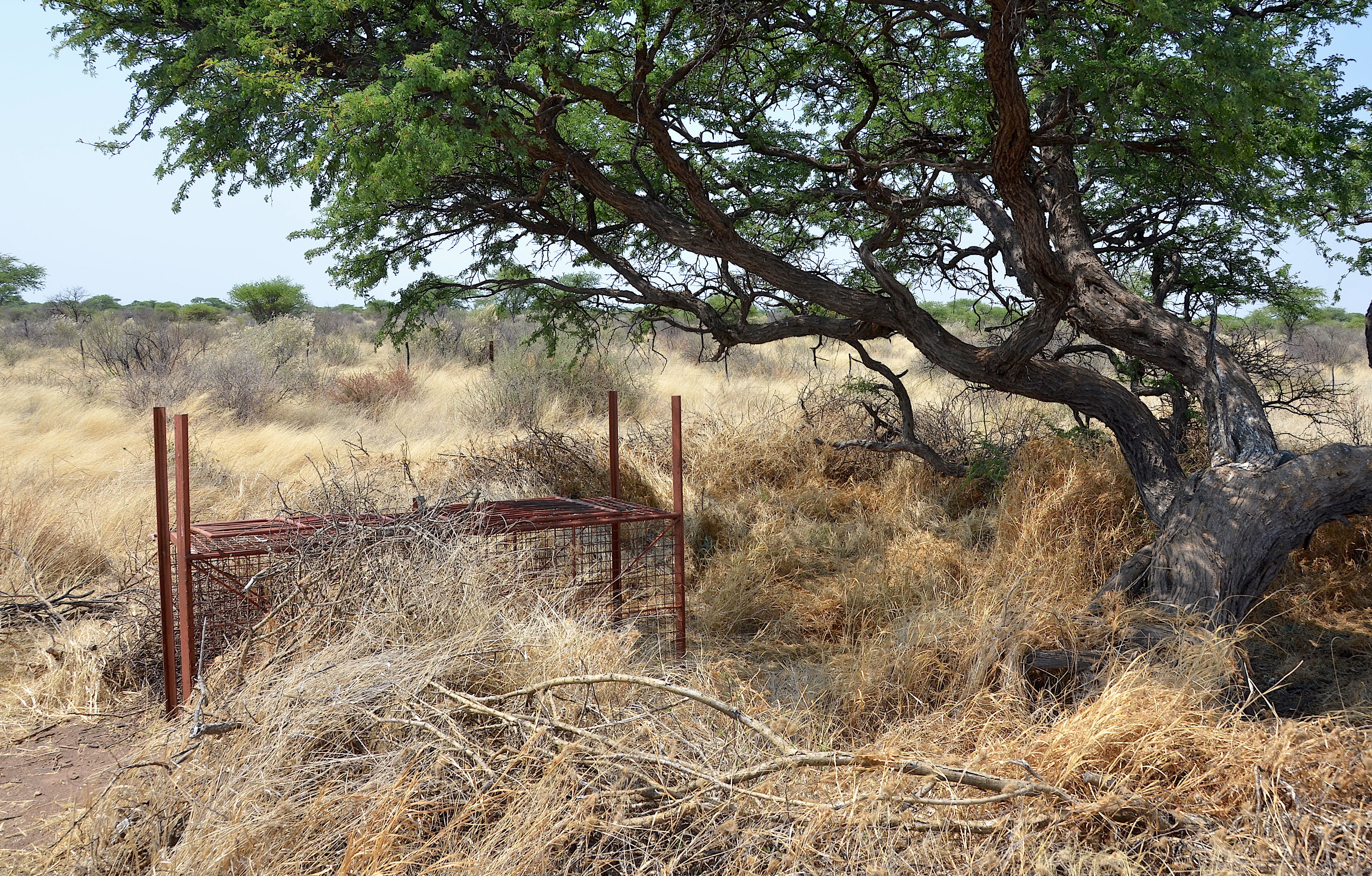
Lebendfalle mit Falltür für Raubtiere

Fixierende Fallen weisen Einrichtungen auf, die das Lebewesen an einem seiner Gliedmaßen, eventuell auch am Kopf, festhalten. Eine Selbstbefreiung wird durch entsprechende Maßnahmen und Bedingungen verhindert. Lebendfallen (auch bewegungsverhindernde Fallen genannt) sperren das Lebewesen in einen Raum oder einen Behälter („Käfig“) ein. Dabei wird Sorge getragen, dass das Lebewesen den Raum oder Behälter aufsuchen, aber nicht wieder verlassen kann. Fallgruben oder Fanggeräte wie Reusen und Hummerfallen erfüllen diese Bedingung, gelten ohne besonderen Auslösemechanismus aber nicht als Falle. Bei der Fallenjagd auf Raubtiere werden unter anderem Kastenfallen, darunter Wippbrettfallen eingesetzt. Zum Fang von Hauskatzen kommt eine ähnlich wie bei der Jagd auf Wild konstruierte Katzenfalle zum Einsatz. Dabei ist nach deutschem Jagdrecht auf Unversehrtheit des gefangenen Wesens zu achten. Daher sollten Lebendfallen mehrmals täglich darauf kontrolliert werden.
Seit etwa 5000 v. Chr. wurden in dem früher fruchtbaren Saharagebiet Schleppgewichte, so genannte Fangsteine, eingesetzt, um Tiere an der Fortbewegung zu hindern. Felsbilder der libyschen Wüste zeigen z. B. ein Nashorn mit Fangstein und auch einen, von Bogenschützen angegriffenen Ochsen mit zwei Fangsteinen an den Beinen. Fangsteine wogen rund 10 bis 90 kg, waren länglich und in der Mitte deutlich eingekerbt. In dieser Kerbe war ein Seil befestigt, welches in einer Schlinge endete. Verfing sich ein Tier in dieser Schlinge, wurde es von dem angehängten Stein an einer schnellen Flucht gehindert und gleichzeitig entkräftet.
Der Afrikaforscher Bernatzik berichtete 1930 von einer Fallenart, bei der eine mit einem hölzernen Gewicht verbundene Schlinge um den Lauf des Tieres gelegt wurde.

### Totfangfallen

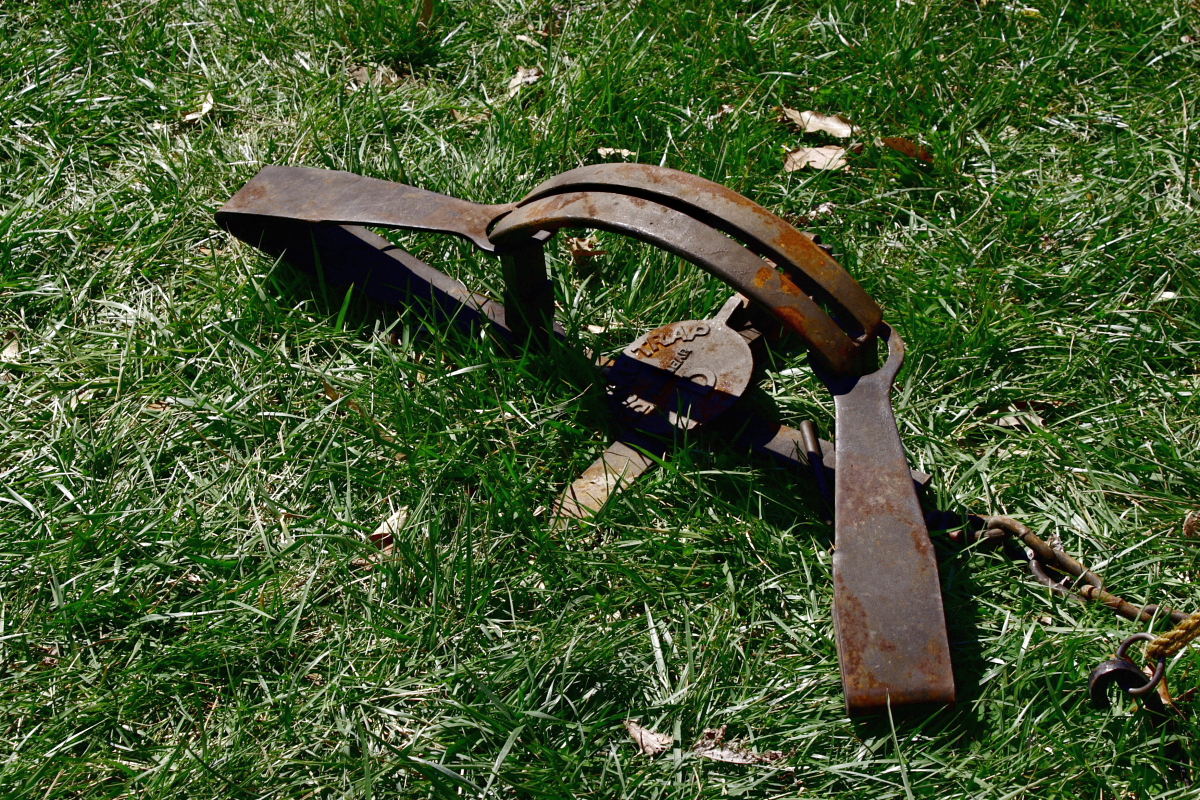
Tellereisen

Das Ziel tötender Fallen ist die unmittelbare Tötung des Tieres bei Auslösen des Fallenmechanismus. Dies wird heute über eine Vielzahl an Vorrichtungen erreicht. Bei den in der Jagd auf Raubtiere eingesetzten Fallentypen verwendet man Abzugeisen, wie beispielsweise den Schwanenhals. Die Auslösung der Falle erfolgt in diesem Fall durch das Ziehen an einem Köder, wodurch gewährleistet werden soll, dass das Tier nur mit dem Vorderkörper in die tötende Vorrichtung gerät. Im Gegensatz dazu lösen Fallen wie das Tellereisen auf Druck aus. Diese Fallen sind heute in fast allen Ländern Europas aus Tierschutzgründen verboten, da die Tiere die Falle auch mit ihren Gliedmaßen auslösen können und deshalb oft längere Zeit verletzt in der Falle fixiert bleiben. Das deutsche Jagdrecht verbietet bereits seit 1934 den Einsatz von nicht sofort tötenden Fallen.

### Technische Einrichtungen an Fallen
Die Vorrichtung, welche eine Falle auslöst, wird als Schloss bezeichnet. Die Vorrichtung, die zum Auslösen des Schlosses führt (meist durch Berührung), nennt man Stellung. Schloss und Stellung werden meist rein mechanisch und wartungsarm ausgeführt. Die Stellung ist stets so beschaffen, dass geringe Kräfte ausreichen, das Schloss auszulösen. Seit einiger Zeit wird über elektronische Stellungen und elektromechanische Schlösser an Fallen nachgedacht. Auch sind heute Funkmeldesysteme (Link GSM-Systeme, Handy) im Einsatz, die die Auslösung der Falle melden. Ein Problem dabei ist die elektrische Spannungsversorgung, die über einen langen Zeitraum erhalten werden muss.

### Vor- und Nachteile von Totfangfallen und Lebendfallen
Sofort tötende, tierschutzkonforme Fallen ersparen dem gefangenen Tier den extremen Stress, eingesperrt oder festgehalten zu werden. Allerdings ist auch ein möglichst schonend herbeigeführtes Ergebnis nicht umkehrbar, wenn etwa Nachbars Katze angelockt und getötet wurde, was weder gewollt noch erlaubt wäre. Zudem besteht das Risiko, mit einem unsachgemäß aufgestellten oder nicht korrekt funktionierenden Gerät  quälend zu töten oder schwer zu verletzen.
Lebend und unversehrt fangende Fallen bringen zwar den betroffenen Tieren Stress, erhalten aber die Chance aufrecht, sie wieder in die Freiheit entlassen zu können. Durch entsprechende Maßnahmen lässt sich Stress reduzieren, z. B. Verdunkelung des Fangplatzes. Dem Fallensteller einer Lebendfalle stellt sich selbst bei erwünschtem Fang die Aufgabe, das Lebewesen tierschutzkonform zu töten. Wenn das Tier nicht getötet werden soll, sind beim Verbringen an einen anderen Ort die rechtlichen Voraussetzungen zu prüfen. Das Aussetzen von Tieren ist in der Regel nicht erlaubt. Außerdem kehren ausgesetzte Tiere meist wieder an ihren Herkunftsort zurück.

## Fallen für Kleintiere
Zur Schädlingsbekämpfung gelten die Vorgaben der Jagdgesetze nicht. Insbesondere gegen Kleintiere werden ebenfalls Fallen eingesetzt (z. B. Mausefalle). Die Fallenjagd auf befriedetem Privatbesitz durch jedermann, zuhause im Garten auf Wühlmaus und Maulwurf, auf dem Dachboden auf Maus, Ratte, Marder oder Waschbär unterliegen nicht den strengen Regelungen des Jagdrechtes, aber  den tierschutz- und artenschutzrechtlichen Regelungen und jagdrechtlich den Regeln für "befriedete Bezirke". Auch die Arbeit von Kammerjägern, die oft mit Gift als Lockstoff in den Fallen arbeiten, entspricht nicht den Anforderungen des Tierschutzes.

## Fallen für Insekten

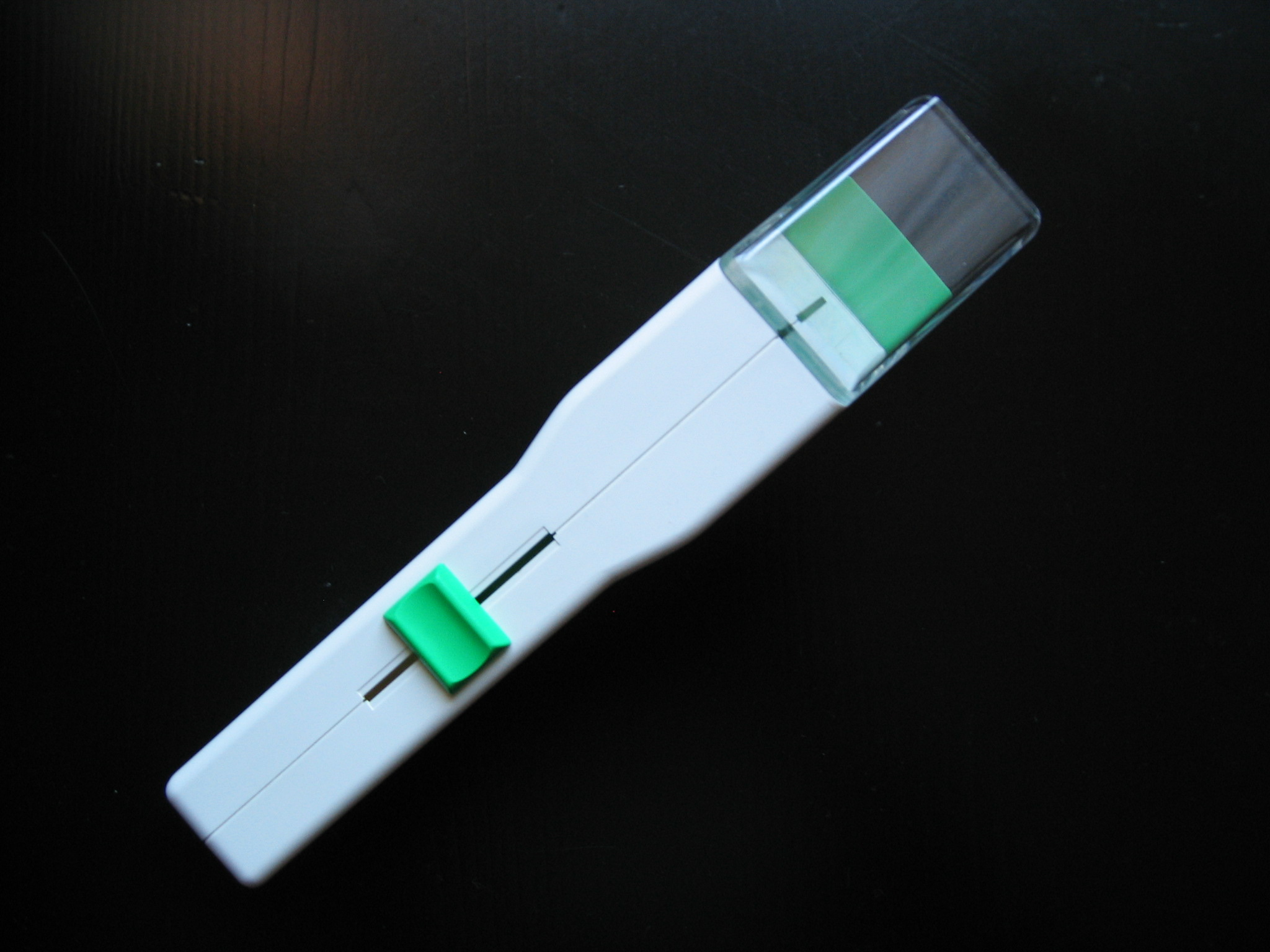
Lebendfanggerät für Insekten

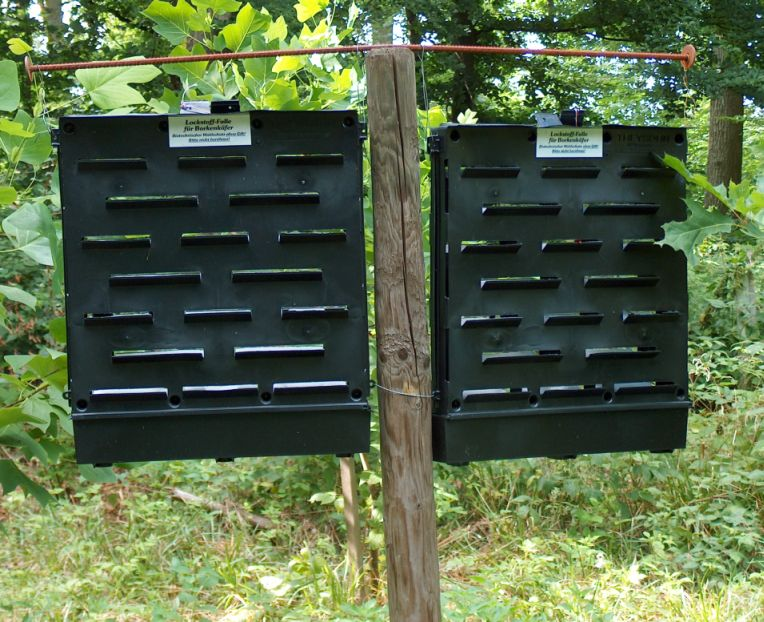
Lockstofffalle für Borkenkäfer

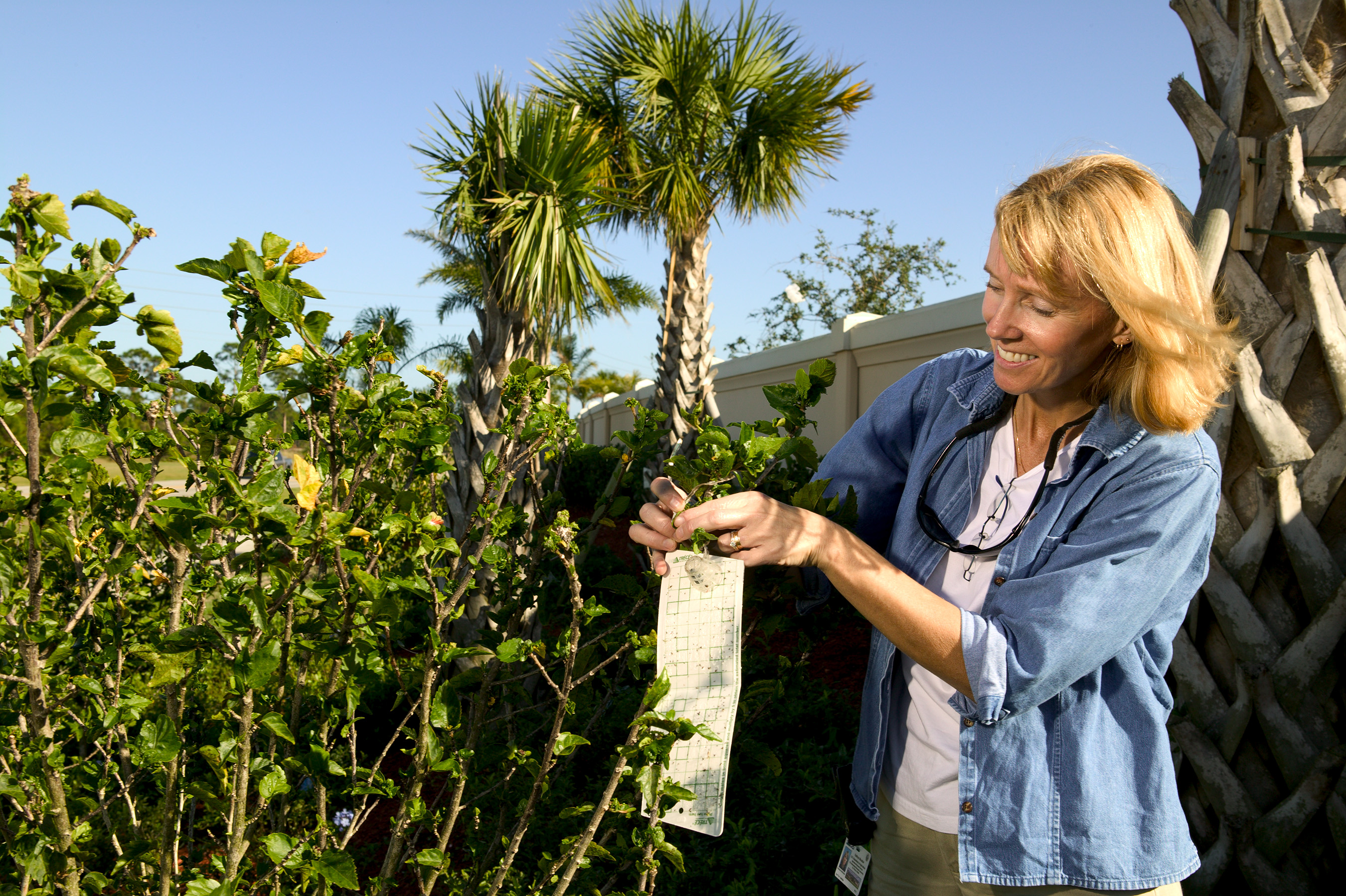
Anbringung einer Pheromon-Falle

Zur Bekämpfung von Insekten kommen Vorrichtungen wie die Pheromon-Falle bei Borkenkäfern und die Lichtfalle zum Fang nachtaktiver Insekten zum Einsatz. Lichtfallen werden zum Zweck der Bekämpfung, aber auch zu wissenschaftlichen Zwecken (Lebendfalle) eingesetzt. Die Wahl des Lockstoffes bestimmt die im Fliegenglas gefangenen Insekten.
Weiterhin sind mit Lockstoffen oder attraktiven Mustern ausgerüstete Klebeflächen und -streifen bekannt.
Da allen diesen Vorrichtungen der Auslösemechanismus fehlt, zählen sie zu den Fanggeräten.

## Kritik
Tierschutzverbände tolerieren nur den Einsatz von Lebendfallen zu Zwecken des Tierschutzes (Bestandsregelung, Impfung, Kastration).
Lebendfallen werden auch zu wissenschaftlichen Zwecken (zum Beispiel Beringung, Untersuchungen der Tiere und deren Zug- und Wanderwege) eingesetzt. Sie können oft durch Verwendung von Betäubungspfeilen ersetzt werden.

## Fallen von Lebewesen
Einige Pflanzen, die auf Grund ihrer Entwicklung und ihres Habitats auf die Zufuhr von tierischem Eiweiß als Nahrung angewiesen sind, haben Einrichtungen entwickelt, die die Bezeichnung Falle verdienen. Dazu gehören z. B. die Venusfliegenfalle und der Sonnentau. Im tierischen Bereich sind beispielhaft der Ameisenlöwe, der eine Fallgrube baut, und verschiedene Spinnentiere mit ihren Netzfallen. Falleneinrichtungen von Pflanzen und Tieren sind oft eher Fanggeräte, da eine Selbstauslösung fehlt. Dies betrifft z. B. Fälle, wo Klebstoff zum Fixieren der Beute verwendet wird. Dagegen vermögen manche Pflanzen, das gefangene Tier aktiv zu umschließen. Beim Sandtrichter des Ameisenlöwen geschieht dies durch Auslösen einer Sandlawine.

## Weitere Fallentypen
- Abzugeisen
- Bärenfang (Gebäude)
- Barber-Falle
- Conibear-Falle
- Dohne
- Emergenzsammelfalle
- Knüppelfalle
- Polynesische Fischfalle
- Saufang
- Scherenfalle
- Schlagbaum (Jagd)
- Schlangenbrett
- Tellereisen
- Vogelfalle